# Dennis Bots
Dennis Bots (Kitwe, 11 juni 1974) is een Zambiaans/Nederlands televisie- en filmregisseur.
Bots werd geboren in Zambia en verhuisde tijdens zijn jeugd naar het Nederlandse Gemert. Hij bezocht het Macropedius College aldaar. Gedurende zijn middelbareschooltijd was Dennis als vrijwilliger werkzaam bij de lokale omroep Gemert Centraal (later Omroep Centraal), op de afdeling televisie. In die periode heeft hij talrijke filmpjes gemaakt en geregisseerd. Na de middelbare school volgde hij een opleiding aan de Dutch Film and Television Academy en behaalde zijn diploma in 1996.
Bots regisseerde voor het eerst voor televisie met Goudkust. Hij regisseerde enkele afleveringen in 2001, kort voordat de soapserie ten einde kwam. Tussen 2001 en 2002 regisseerde hij afleveringen van het eerste en tweede seizoen van de RTL-dramaserie Rozengeur & Wodka Lime. Vlak daarvoor voltooide hij de opnames van de dramaserie Westenwind, waarin hij zes afleveringen regisseerde tijdens het zesde en zevende seizoen. Na de dramaserie Trauma 24/7 en Het Sinterklaasjournaal werkte hij in 2003 voor Goede tijden, slechte tijden. Kort daarna begon hij met de opnames van de jeugdserie ZOOP van Nickelodeon, waarvoor hij in 2005 ook de speelfilm Zoop in Afrika regisseerde.
In 2012 behaalde de door hem geregisseerde Jacques Vriens-verfilming Achtste-groepers huilen niet grote waardering en won het UPC Gouden Kalf voor de beste publieksfilm. Vervolgens, in 2014, sleepte zijn film Oorlogsgeheimen de speciale juryprijs van het Gouden Kalf in de wacht.
Bots was tevens betrokken bij de creatie van de jeugdserie Het Huis Anubis.
Hij regisseerde verder nog de volgende films:
- Plop en de pinguïn (2007)
- Anubis en het pad der 7 zonden (2008)
- Anubis en de wraak van Arghus (2009)
- Oorlogsgeheimen (2014), naar een scenario van Karen van Holst Pellekaan, waarvoor hij het Gouden Kalf voor de speciale juryprijs won
- Code M (2015)
- Storm: Letters van Vuur (2017)
- Vals (2019)
- Circus Noël (2019)
- Engel (2020)
- K3: Dans Van De Farao (2020)
- Grenzeloos Verraad (2023), samen met Thomas Nauw